# Žitni Potok
Žitni Potok (cyr. Житни Поток) – wieś w Serbii, w okręgu toplickim, w mieście Prokuplje. W 2011 roku liczyła 484 mieszkańców.